# Hacks (sèrie de televisió)
Hacks és una sèrie de televisió de comèdia i drama estatunidenca creada per Lucia Aniello, Paul W. Downs i Jen Statsky que es va estrenar el 13 de maig de 2021 a HBO Max. Protagonitzada per Jean Smart, Hannah Einbinder i Carl Clemons-Hopkins, la sèrie se centra en la relació professional entre una jove escriptora de comèdia i una llegendària humorista. El juny de 2021, la sèrie es va renovar per a una segona temporada, que es va estrenar el 12 de maig de 2022. El juny de 2022, la sèrie es va renovar per a una tercera temporada, que es va estrenar el 2 de maig de 2024. El maig de 2024, la sèrie es va renovar per a una quarta temporada.
La sèrie va rebre elogis de la crítica i va guanyar premis, inclosos els Primetime Emmy per a la millor sèrie de comèdia, tres vegades com a millor actriu principal (per Smart), dues vegades com a millor guió i millor direcció. També va guanyar el Globus d'Or a la millor sèrie de televisió musical o comèdia per a la seva primera temporada.

## Premissa
Deborah Vance, una llegendària còmica de stand-up amb seu a Las Vegas, ha de reinventar la seva vella funció per evitar perdre la seva residència al Palmetto Casino. Ava Daniels és una jove escriptora de comèdia que no pot trobar feina a causa d'un tuit insensible i de la seva reputació de ser egocèntrica i arrogant. Quan l'agent de l'Ava l'envia a treballar com a nova escriptora principal de la Deborah, ambdues van unint-se lentament mentre l'Ava empeny la seva nova cap a assumir més riscos i la Deborah, al seu torn, l'ajuda a resoldre els seus problemes personals.

## Repartiment

### Principal
- Jean Smart com a Deborah Vance, una còmica llegendària de Las Vegas
- Hannah Einbinder com a Ava Daniels, una escriptora de comèdia amb mala sort
- Carl Clemons-Hopkins com a Marcus, COO de la companyia de gestió de Deborah i el seu assessor més proper
- Megan Stalter com a Kayla Schaefer, la filla del cap de Jimmy, que treballa com a assistent (temporada 3; recurrent: temporades 1-2)
- Paul W. Downs com Jimmy LuSaque Jr., l'entrenador de Deborah i Ava (temporada 3; temporades recurrents 1–2)
- Rose Abdoo com a Josefina, la gestora de la finca de Deborah (temporada 3; recurrent: temporades 1–2)
- Mark Indelicato com a Damien, l'assistent personal de Deborah (temporada 3; recurrent: temporades 1–2)

### Recurrent
- Kaitlin Olson com a Deborah "DJ" Vance Jr., filla de Deborah
- Christopher McDonald com a Marty Ghilain, executiu en cap del Palmetto Casino
- Poppy Liu com a Kiki, la repartidora de blackjack personal de la Deborah
- Johnny Sibilly com a Wilson, un inspector d'aigua que s'enreda amb Marcus
- Angela Elayne Gibbs com a Robin, la mare de Marcus
- Jane Adams com a Nina Daniels, la mare de l'Ava
- Lorenza Izzo com a Ruby, una actriu i xicota d'Ava
- Luenell com a senyoreta Loretta, la millor amiga de Robin[8]
- Joe Mande com a Ray, un empleat d'hotel del Palmetto
- Lauren Weedman com a alcaldessa Pezzimenti, alcaldessa de Las Vegas